# 蘇聯精神病學的政治濫用
苏联曾濫用精神病学，将其作为一种政治逼害工具，镇压國内民众。許多學者，包括精神科醫生，也用術語“蘇聯的政治精神病學”或“懲罰性精神病”來稱呼這個系统。
濫用始於蘇共總書記勃列日涅夫時期，當時擔任克格勃首長的安德羅波夫表示誰要是公開表示不同意領導人的馬列主義官方教條，那他就是得了精神病。如果有人參與民權行動和示威，並參與被禁止的宗教活動，也會被視為得了精神疾病需要治愈。當局通過這一手段能夠避免對持不同政見者進行公開審判，不經審判就無限期地將他們送進精神病院。此外，宣佈異見者患有精神疾病使當局避免了政治犯問題。
這種做法一直維持至苏联解体，在俄罗斯偶然也有實行。

## 进程
1981年4月11日第377期医学杂志《柳叶刀》发表苏联乌克兰加盟共和国哈尔科夫市精神病医院医生阿纳托利•伊万诺维奇•科里亚金的文章《被强迫的病人》（Unwilling Patients），披露了苏联政府将精神正常的持不同政见者诊断为精神病患者并长期监禁于精神病医院，阿纳托利·科里亚金因揭露苏联政府以“精神病”治疗方式迫害持不同政见者而被逮捕审判。苏联解体后，科里亚金回到俄罗斯，定居雅罗斯拉夫尔州。
1987年2月2日，苏联签署一项释放法令， 51名因“反苏鼓动和宣传”而被关押的犯人得以被释放。同时，两名被关押的精神科医生：科里亚金与谢尔盖•霍多日被告知 ：如果他们离开自己的国家将获得自由。1987年2月19日，科里亚金被释放。
1988年《科学》杂志刊登科里亚金的文章《走向真正取缔酷刑》（Toward Truly Outlawing Torture），指“苏联通过各种方式实施其他形式的酷刑，其中一种代表性方式就是在精神病医院通过药物影响病人的心智”。